# Alain Dessauvage
Alain Dessauvage (Roeselare, 31 december 1973) is een Belgisch filmeditor of filmmonteur.
Dessauvage studeerde met grote onderscheiding af aan het Brusselse Rits in 1994 in de richting Beeld, Geluid en Montage. Hij monteerde de eerste jaren vooral reclamefilms, om zich dan nadien te richten op langspeelfilms waaronder Aanrijding in Moscou, Adem, Frits & Freddy, Rundskop, Offline, D'Ardennen, en kortfilms waaronder Fait d'hiver en Tanghi Argentini.
Rundskop, Fait d'hiver en Tanghi Argentini waren alle drie genomineerd voor een Oscar.
Hij monteerde ook voor de televisieseries Team Spirit, Matroesjka's, Code 37 en De Vijfhoek.

## Filmografie (selectie)
- 2001: Fait d'hiver (kortfilm)
- 2006: Tanghi Argentini (kortfilm)
- 2008: Aanrijding in Moscou
- 2009: Limo
- 2010: Adem
- 2010: Frits & Freddy
- 2011: Rundskop
- 2012: Offline
- 2013: De wederopstanding van een klootzak
- 2013: Brasserie Romantiek
- 2013: Hemel op aarde
- 2014: Trouw met mij!
- 2015: The Sky Above Us
- 2015: Couple In A Hole
- 2015: D'Ardennen
- 2016: Le Ciel Flamand
- 2017: Le Fidèle
- 2018: Girl
- 2018: De Patrick
- 2021: La Civil
- 2022: Nowhere
- 2024: Small Things Like These

## Erkenning
- Hij was begin februari 2012 de laureaat voor de Magritte Beste Montage 2011 voor Rundskop.
- In september 2013 was hij een van de drie genomineerden bij de Ensors 2013 voor de Ensor Beste Montage voor de film Offline. In januari 2022 werd hij genomineerd voor de "Ensor voor beste montage" voor de film La Civil.